# Сабула (Айова)
(Айова) (англ. Sabula) — місто (англ. city) в США, в окрузі Джексон штату Айова. Населення — 506 осіб (2020).

## Географія
(Айова) розташований за координатами 42°4′13″ пн. ш. 90°10′57″ зх. д. / 42.07028° пн. ш. 90.18250° зх. д. (42.070188, -90.182499).  За даними Бюро перепису населення США в 2010 році місто мало площу 3,27 км², з яких 1,05 км² — суходіл та 2,22 км² — водойми.

## Демографія
Згідно з переписом 2010 року, у місті мешкало 576 осіб у 270 домогосподарствах у складі 157 родин. Густота населення становила 176 осіб/км².  Було 321 помешкання (98/км²).
Расовий склад населення:
| - 99,1 % — білих - 0,2 % — корінних американців - 0,2 % — чорних або афроамериканців |

До двох чи більше рас належало 0,3 %. Частка іспаномовних становила 0,7 % від усіх жителів.
За віковим діапазоном населення розподілялося таким чином: 22,4 % — особи молодші 18 років, 57,3 % — особи у віці 18—64 років, 20,3 % — особи у віці 65 років та старші. Медіана віку мешканця становила 45,0 року. На 100 осіб жіночої статі у місті припадало 88,2 чоловіків;  на 100 жінок у віці від 18 років та старших — 84,7 чоловіків також старших 18 років.
Середній дохід на одне домашнє господарство  становив 51 215 доларів США (медіана — 48 688), а середній дохід на одну сім'ю — 60 534 долари (медіана — 52 500). Медіана доходів становила 34 861 долар для чоловіків та 30 000 доларів для жінок. За межею бідності перебувало 10,7 % осіб, у тому числі 23,7 % дітей у віці до 18 років та 5,5 % осіб у віці 65 років та старших.
Цивільне працевлаштоване населення становило 248 осіб. Основні галузі зайнятості: виробництво — 44,4 %, роздрібна торгівля — 16,5 %, освіта, охорона здоров'я та соціальна допомога — 15,7 %.